# Немецкие колонии в Поволжье

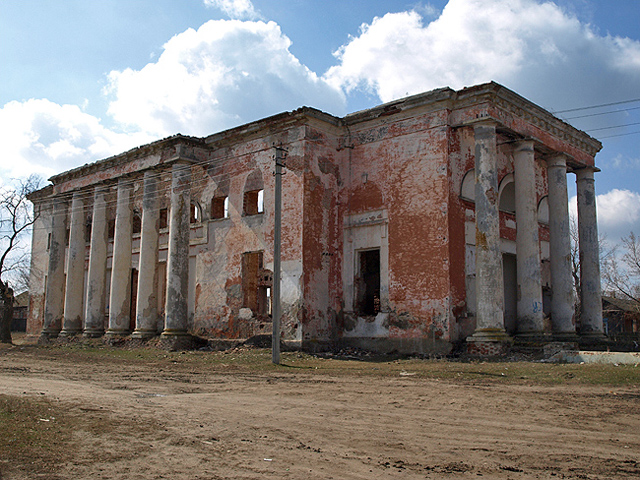
Руины немецкой кирхи в колонии Мариенталь

Немецкие колонии в Поволжье появились во второй половине XVIII века на пустующих землях Российской империи. Важную роль в организации этих колоний сыграла российская императрица немецкого происхождения Екатерина II. С 1764 по 1768 год немецкие колонисты основали на левом, луговом берегу Волги (нем. Wiesenseite) 106 колоний в которых проживало 25 тыс. человек (по 235 человек на колонию). Поначалу первые поселенцы страдали от разбойных рейдов кочевников-казахов (тогда они ещё назывались киргизами) и калмыков. С 1778 по 1858 год население немецких колоний выросло в несколько раз. Последними немецкими поселенцами стали меннониты, переселившиеся в Российскую империю в 1858—1865 годах в числе 1662 человек.
В XX веке колонии были объединены в 22 кантона и получили автономию (1918—1941). Первой столицей немецкой автономии стал Екатериненштадт. Однако Вторая мировая война и связанные с ней антигерманские настроения привели к упразднению как немецкой автономии на Волге, так и самих немецких колоний. Территория АССР Немцев Поволжья была разделена между Саратовской и Сталинградской (Волгоградской) областями.

## Материнские (коренные) колонии
4 (15) декабря 1762 года императрица Екатерина II подписала Манифест «О позволении иностранцам, кроме жидов, выходить и селиться в России и о свободном возвращении в своё отечество русских людей, бежавших за границу». Манифест от 4 (15) декабря 1762 года, отпечатанный по сотне экземпляров на русском, немецком, французском, английском, польском, чешском и арабском языках Коллегия иностранных дел разослала русским дипломатическим агентам за границей. Данный манифест поручалось «не только известным учинить внесением его в тамошние газеты, но и всевозможное старание прилагать, чтобы оный непременно своё действие иметь мог». 22 июля (2 августа) 1763 года были обнародованы два законодательных акта, ставших органичным продолжением Манифеста «О позволении иностранцам…» — Указ «Об учреждении Канцелярии опекунства иностранных колонистов» и Манифест «О дозволении всем иностранцам, в Россию въезжающим, поселяться в которых губерниях они пожелают и о дарованных им правах». Немецким поселенцам предоставлялись пустующие земли; им давались значительные привилегии — свобода от воинской повинности, освобождение от высоких податей, свобода вероисповедания.
Средняя немецкая колония состояла из деревянных домов на семью, которая занималась сельским хозяйством или ремеслом. Община управлялась форштеером (нем. Vorsteher, старостой). К общественным зданиям колонии относилась церковь (кирха), школа (резиденция шульмайстера), амбар. Каждое поселение обладало мельницами. Конфессиональный состав: большая часть поселенцев была лютеранами, некоторые исповедовали католицизм (Пфайфер), была община гернгутеров (Сарепта).
Колонии первоначально делились на 13 административно-территориальных округов во главе с крейскомиссарами, однако в дальнейшем сложилось 11 колонистских округов (Сосновский, Норкский, Баронский, Тарлыцкий и др.).
| №   | Название колонии           | Название на немецком языке | Русское название (согласно указу 1768 года) | Регион                | Год основания | Современное название |
| --- | -------------------------- | -------------------------- | ------------------------------------------- | --------------------- | ------------- | -------------------- |
| 1   | Антон                      | Anton                      | Севастьяновка                               | Саратовская область   | 1764          | Садовое              |
| 2   | Базель                     | Basel                      | Базель                                      | Саратовская область   | 1768          | Васильевка           |
| 3   | Бальцер                    | Balzer                     | Голый Карамыш                               | Саратовская область   | 1765          | Красноармейск        |
| 4   | Бауер                      | Bauer                      | Карамышевка                                 | Саратовская область   | 1766          | Карамышевка          |
| 5   | Бееренфельд                | Beerenfeld                 | Ягодная Поляна                              | Саратовская область   | 1767          | Ягодная Поляна       |
| 6   | Бейдек                     | Beidek                     | Таловка                                     | Саратовская область   | 1764          | Луганское            |
| 7   | Берн                       | Bern                       |                                             | Саратовская область   | 1767          |                      |
| 8   | Беттингер                  | Bettinger                  | Баратаевка                                  | Саратовская область   | 1767          | Воротаевка           |
| 9   | Боаро                      | Boaro                      | Боаро                                       | Саратовская область   | 1767          | Бородаевка           |
| 10  | Борегард                   | Boregardt                  | Борегард                                    | Саратовская область   | 1767          | Приволжское          |
| 11  | Брабандер                  | Brabander                  | Козицкая                                    | Саратовская область   | 1767          | Красноармейское      |
| 12  | Брокгаузен (Гуммель)       | Brockhausen                |                                             | Саратовская область   | 1768          | Буерак               |
| 13  | Вальтер                    | Walter                     | Гречишная Лука                              | Волгоградская область | 1767          | Гречихино            |
| 14  | Варенбург                  | Warenburg                  | Привольная                                  | Саратовская область   | 1767          | Привольное           |
| 15  | Галка                      | Galka                      | Усть-Кулалинка                              | Волгоградская область | 1764          | Галка                |
| 16  | Гельцель                   | Hölzel                     | Кочетная                                    | Саратовская область   | 1767          | Кочетное             |
| 17  | Герцог                     | Herzog                     | Суслы                                       | Саратовская область   | 1766          | не существует        |
| 18  | Гебель                     | Göbel                      | Усть-Грязнуха                               | Саратовская область   | 1767          | Усть-Грязнуха        |
| 19  | Гильдман                   | Hildmann                   | Пановка                                     | Волгоградская область | 1767          | Пановка              |
| 20  | Гларус (Биберштейн)        | Glarus                     | Гларус                                      | Саратовская область   | 1768          | Георгиевка           |
| 21  | Гоккерберг                 | Hockerberg                 | Гоккерберг                                  | Саратовская область   | 1768          | Александровка        |
| 22  | Гольштейн                  | Holstein                   | Верхняя Куланинка                           | Волгоградская область | 1765          | Верхняя Куланинка    |
| 23  | Граф                       | Graf                       | Крутояровка                                 | Саратовская область   | 1766          | не существует        |
| 24  | Гримм                      | Grimm                      | Лесной Карамыш                              | Саратовская область   | 1765          | Каменский            |
| 25  | Гукк                       | Huck                       | Сплавнуха                                   | Саратовская область   | 1767          | Сплавнуха            |
| 26  | Гусарен                    | Hussaren                   | Елшанка                                     | Саратовская область   | 1766          | Елшанка              |
| 27  | Гуссенбах                  | Hussenbach                 | Линёво Озеро                                | Волгоградская область | 1767          | Линёво               |
| 28  | Деготт                     | Degott                     | Каменный Овраг                              | Саратовская область   | 1766          | не существует        |
| 29  | Делер                      | Dehler                     | Берёзовка                                   | Саратовская область   | 1767          | Берёзовка            |
| 30  | Денгоф                     | Denhof                     | Гололобовка                                 | Саратовская область   | 1766          | Высокое              |
| 31  | Динкель                    | Dinkel                     | Тарлыковка                                  | Саратовская область   | 1767          | Тарлыковка           |
| 32  | Диттель                    | Dittel                     | Олешня                                      | Волгоградская область | 1767          | Алешники             |
| 33  | Дрейшпиц                   | Dreispitz                  | Верхняя Добринка                            | Волгоградская область | 1766          | Верхняя Добринка     |
| 34  | Екатериненштадт            | Katharinenstadt            | Екатериненштадт                             | Саратовская область   | 1766          | Маркс                |
| 35  | Зеевальд                   | Seewald                    | Верховье                                    | Волгоградская область | 1767          | не существует        |
| 36  | Зельманн                   | Seelmann                   | Ровная                                      | Саратовская область   | 1767          | Ровное               |
| 37  | Золотурн                   | Soloturn                   | Золотовка                                   | Саратовская область   | 1767          | Золотовка            |
| 38  | Йост                       | Jost                       | Поповкина                                   | Саратовская область   | 1767          | не существует        |
| 39  | Каменка (Бер)              | Bähr                       | Каменка                                     | Саратовская область   | 1765          | Каменка              |
| 40  | Кано                       | Kano                       | Кано                                        | Саратовская область   | 1767          | Андреевка            |
| 41  | Кауц                       | Kauz                       | Вершинка                                    | Волгоградская область | 1767          | не существует        |
| 42  | Келлер                     | Keller                     | Краснорыновка                               | Саратовская область   | 1767          | -                    |
| 43  | Келлер                     | Keller                     | Караульный Буерак                           | Волгоградская область | 1767          | не существует        |
| 44  | Кинд                       | Kind                       | Баскаковка                                  | Саратовская область   | 1767          | Баскатовка           |
| 45  | Кольб                      | Kolb                       | Песковатка                                  | Волгоградская область | 1767          | Песковка             |
| 46  | Красный Яр (Вальтер)       | Krasnyj Jar                | Красный Яр                                  | Саратовская область   | 1767          | Красный Яр           |
| 47  | Кратцке                    | Kratzke                    | Починное                                    | Волгоградская область | 1766          | Подчинный            |
| 48  | Крафт                      | Kraft                      | Верхняя Грязнуха                            | Волгоградская область | 1767          | Верхняя Грязнуха     |
| 49  | Куккус                     | Kukkus                     | Вольская                                    | Саратовская область   | 1767          | Приволжское          |
| 50  | Куттер                     | Kutter                     | Поповка                                     | Саратовская область   | 1767          | Карамыш              |
| 51  | Лауб                       | Laub                       | Тарлык                                      | Саратовская область   | 1767          | Чкаловское           |
| 52  | Лауве                      | Lauwe                      | Яблоновка                                   | Саратовская область   | 1767          | Яблоновка            |
| 53  | Лейтзингер                 | Leizinger                  | Кустарева                                   | Саратовская область   | 1767          | -                    |
| 54  | Лейхтлинг                  | Leichtling                 | Илавля                                      | Волгоградская область | 1767          | не существует        |
| 55  | Луис                       | Louis                      | Отроговка                                   | Саратовская область   | 1767          | Степное              |
| 56  | Люцерн (Реммлер)           | Luzern                     | Михайловка                                  | Саратовская область   | 1768          | Михайловка           |
| 57  | Мариенталь                 | Mariental                  | Тонкошуровка                                | Саратовская область   | 1766          | Советское            |
| 58  | Меркель                    | Merkel                     | Макаровка                                   | Саратовская область   | 1766          | Макаровка            |
| 59  | Мессер                     | Messer                     | Усть-Золиха                                 | Саратовская область   | 1766          | Усть-Золиха          |
| 60  | Монингер                   | Moninger                   | Нижняя Добринка                             | Волгоградская область | 1764          | Нижняя Добринка      |
| 61  | Миллер                     | Müller                     | Крестовый Буерак                            | Волгоградская область | 1767          | Кривцовка            |
| 62  | Моор                       | Moninger                   | Ключи                                       | Саратовская область   | 1766          | Ключи                |
| 63  | Неб                        | Naeb                       | Рязановка                                   | Саратовская область   | 1768          | Рязановка            |
| 64  | Нидермонжу                 | Niedermonjou               |                                             | Саратовская область   | 1767          | Бобровка             |
| 65  | Ново-Скатовка (Ней-Штрауб) | Neu-Straub                 | -                                           | Саратовская область   | 1802          | Новоскатовка         |
| 66  | Норка                      | Norka                      | Норка                                       | Саратовская область   | 1767          | Некрасово            |
| 67  | Обермонжу                  | Obermonjou                 | Кривовка                                    | Саратовская область   | 1767          | Кривовское           |
| 68  | Орловская                  | Orlowskoje                 | Орловская                                   | Саратовская область   | 1767          | Орловское            |
| 69  | Паульская                  |                            | Паульская                                   | Саратовская область   | 1767          | Павловка             |
| 70  | Прейс                      | Preuss                     | Краснополье                                 | Саратовская область   | 1767          | не существует        |
| 71  | Пфейфер                    | Pfeifer                    | Гнилушка                                    | Саратовская область   | 1767          | Гвардейское          |
| 72  | Рейнвальд                  | Reinwald                   | Старица                                     | Саратовская область   | 1766          | Старицкое            |
| 73  | Рейнгард                   | Reinhardt                  | Осиновка                                    | Саратовская область   | 1766          | Осиновка             |
| 74  | Розенгейм                  | Rosenheim                  | Подстепная                                  | Саратовская область   | 1765          | Подстепное           |
| 75  | Роледер                    | Roleder                    | Раскаты                                     | Саратовская область   | 1767          | Раскатово            |
| 76  | Ротгаммель                 | Rothammel                  | Памятная                                    | Волгоградская область | 1767          | не существует        |
| 77  | Сарепта                    | Sarepta                    | Сарепта                                     | Волгоградская область | 1765          | в составе Волгограда |
| 78  | Семёновка (Ретлинг)        | Röthling                   | Семёновка                                   | Волгоградская область | 1767          | Семёновка            |
| 79  | Сузанненталь               | Susannental                | Сузанненталь                                | Саратовская область   | 1767          | Сосновка             |
| 80  | Унтервальден               | Unterwalden                | Унтервальден                                | Саратовская область   | 1767          | Подлесное            |
| 81  | Урбах                      | Urbach                     | Липов Кут                                   | Саратовская область   | 1766          | Фурмановка           |
| 82  | Филиппсфельд               | Philippsfeld               | Филипповка                                  | Саратовская область   | 1767          | Филипповка           |
| 83  | Фишер                      | Fischer                    | Теляуза                                     | Саратовская область   | 1765          | Красная Поляна       |
| 84  | Фольмар                    | Vollmer                    | Копенка                                     | Саратовская область   | 1766          | Луговое              |
| 85  | Франк                      | Frank                      | Медведицкий Крестовый Буерак                | Саратовская область   | 1767          | Медведица            |
| 86  | Францозен                  | Franzosen                  | Россоши                                     | Саратовская область   | 1765          | Первомайское         |
| 87  | Хайсоль                    |                            | Хайсоль                                     | Саратовская область   | 1766          |                      |
| 88  | Цезарсфельд                |                            | Цезасфельд                                  | Саратовская область   | 1767          |                      |
| 89  | Цуг (Гаттунг)              | Zug                        | Мариинская                                  | Саратовская область   | 1767          | Ястребовка           |
| 90  | Цюрих                      | Zürich                     | Цюрих                                       | Саратовская область   | 1767          | Зоркино              |
| 91  | Шваб                       | Schwab                     | Буйдаков Буерак                             | Волгоградская область | 1767          | Бутковка             |
| 92  | Швед                       | Schwed                     | Звонарёвка                                  | Саратовская область   | 1765          | Ленинское            |
| 93  | Шефер                      | Schäfer                    | Липовка                                     | Саратовская область   | 1766          | Липовка              |
| 94  | Шиллинг                    | Schilling                  | Сосновка                                    | Саратовская область   | 1764          | Сосновка             |
| 95  | Шталь (на Карамане)        | Stahl                      | Звонарёв Кут                                | Саратовская область   | 1766          | Звонарёвка           |
| 96  | Шталь (на Тарлыке)         | Stahl                      | Степная                                     | Саратовская область   | 1767          | Степное              |
| 97  | Штефан                     | Stephan                    | Водяной Буерак                              | Волгоградская область | 1767          | Воднобуерачное       |
| 98  | Шульц                      | Schulz                     | Луговая Грязнуха                            | Саратовская область   | 1766          | Луговское            |
| 99  | Шукк                       | Schuck                     | Грязноватка                                 | Саратовская область   | 1766          | не существует        |
| 100 | Эндерс                     | Enders                     | Усть-Караман                                | Саратовская область   | 1765          | Усть-Караман         |
| 101 | Эрнестинендорф             | Ernestinendorf             | Эрнестинендорф                              | Саратовская область   | 1766          | Берёзовка            |

## Дочерние колонии
За время между 4-й (1788) и 8-й (1834) ревизиями население колоний увеличилось в 3 раза. В 1840 году было издано положение «О наделении колонистов Саратовской губернии землей по числу душ 8 ревизии». Количество земли, выделяемое для переселения, было определено только в 1844 году. Выделенные колонистам земли находились на значительных расстояниях от существовавших колоний, и это привело к необходимости образовать новые — дочерние колонии. С 1848 года на землях, выделенных для левобережных колоний, стали создаваться новые поселения. На нагорной стороне Волги под переселения колонистов Саратовской конторе опекунства иностранных была выделена территория т. н. Камышинских городских земель. Всего из материнских в дочерние колонии переселилось до трети колонистов, образовав 61 колонию: 50 в Новоузенском уезде Самарской губернии и 11 в Камышинском уезде Саратовской губернии. В новообразовавшихся дочерних колониях как левобережья, так и правобережья Волги все структуры хозяйства и управления устанавливались по примеру материнских колоний.
| Распределение колоний по колонистским округам (1869 год)                          | Распределение колоний по колонистским округам (1869 год) | Распределение колоний по колонистским округам (1869 год) |
| Колонистский округ                                                                | Колонии |                                                          |
| --------------------------------------------------------------------------------- | --- | -------------------------------------------------------- |
| Саратовская губерния                                                              | |                                                          |
| Саратовский уезд                                                                  | |                                                          |
| Ягодно-Полянский                                                                  | Ягодная Поляна, Побочная, Новая Скатовка (Ней-Штрауб) |                                                          |
| Камышинский уезд                                                                  | |                                                          |
| Иловлинский                                                                       | Розенберг, Унтердорф, Мариенфельд, Иозефсталь, Эрленбах, Обердорф, Ней-Норка, Александерталь |                                                          |
| Сосновский                                                                        | Сосновка (Шиллинг), Таловка (Бейдек), Голый Карамыш (Бальцер), Севастьяновка (Антон), Ключи (Моор), Усть-Золиха (Мессер), Поповка (Бренинг), Гололобовка (Денгоф), Лесной Карамыш (Гримм), Карамышевка (Бауэр), Макаровка (Меркель), Починная (Кратцке), Каменный Овраг (Деготт), Ней-Денгоф, Лизандердорф (Ней-Мессер), Ней-Бальцер |                                                          |
| Каменский                                                                         | Каменка, Россоши (Французский), Грязноватка (Шукк), Копенка (Фольмер), Елшанка (Гусарен), Гнилушка (Пфейфер), Пановка (Гильдман), Караульный Буерак (Келлер), Иловля (Лейхтлинг), Усть-Грязнуха (Гебель), Семёновка |                                                          |
| Усть-Кулалинский                                                                  | Усть-Кулалинка (Галка), Верхняя Кулалинка (Гольштейн), Верхняя Добринка (Дрейшпиц), Нижняя Добринка (Добринка), Буйдаков Буерак (Шваб), Крестовый Буерак (Мюллер), Верхняя Грязнуха (Крафт), Водяной Буерак (Штефан), Щербаковка (Мюльберг)                                                                                          |                                                          |
| Норкский                                                                          | Норка, Сплавнуха (Гукк), Линёво Озеро (Гуссенбах), Олешна (Диттель), Вершинка (Кауц), Верховье (Зеевальд), Памятная (Ротгаммель) |                                                          |
| Аткарский уезд                                                                    | |                                                          |
| Медведицкий Крестовый Буерак (Франк), Гречиная Лука (Вальтер), Песковатка (Кольб) | |                                                          |
| Самарская губерния                                                                | |                                                          |
| Николаевский уезд                                                                 | |                                                          |
| Панинский                                                                         | Шафгаузен, Гларус (Биберштейн), Баратаевка (Беттингер), Базель (Крац), Цюрих (Эккгардт), Золотурн (Витман), Панинская (Шенхен), Цуг (Гаттунг), Люцерн (Ремлер), Унтервальден (Мейнгарт), Сусанненталь (Винкельман), Баскаковка (Кинд), Резановка (Неб), Брокгаузен (Гуммель), Гоккерберг (Боон)                                      |                                                          |
| Екатеринштадтский                                                                 | Екатеринштадт (Баронск), Обермонжу, Орловская, Боаро, Эрнестинендорф (Беккерсдорф), Филиппсфельд, Кано, Паульская, Борегардт |                                                          |
| Новоузенский уезд                                                                 | |                                                          |
| Красноярский                                                                      | Красный Яр, Подстепная (Розенгейм), Усть-Караман (Эндерс), Теляуза (Фишер), Нидермонжу, Звонарёв Кут (Шталь), Луговая Грязнуха (Шульц), Старица (Рейнвальд), Звонарёвка (Швед) |                                                          |
| Тонкошуровский                                                                    | Отроговка (Луй), Тонкошуровка (Мариенталь), Суслы (Герцог), Крутояровка (Граф), Раскаты (Роледер), Липовка (Шефер), Липов Кут (Урбах), Осиновка (Рейнгардт) |                                                          |
| Тарлыцкий                                                                         | Казицкая (Брабандер), Берёзовка (Деллер), Зауморье (Бангердт), Степная (Шталь), Вольская (Куккус), Яблоновка (Лауве), Поповкина (Иост), Тарлык (Лауб), Тарлыковка (Динкель), Скатовка (Альт-Штрауб), Привальная (Варенбург), Краснополье (Прейс), Кочетная (Гельцель), Ровная (Зельман), Кустарево-Краснорыновка (Новый колонок)     |                                                          |
| Ерусланский                                                                       | Ягодная, Шёнталь, Шёнфельд, Шёндорф, Гоффенталь, Екатериненталь, Константиновка, Лангенфельд, Розенфельд, Экгейм, Ней-Бауэр, Фриденфельд, Эренфельд, Бейдек, Гуссенбах, Брунненталь, Гнаденфельд, Мариенберг, Штреккерау |                                                          |
| Малышинский                                                                       | Гансау, Кеппенталь, Линденау, Фрезенгейм, Гогендорф, Лизандерге |                                                          |
| Торгунский                                                                        | Визенмиллер, Фриденберг, Гнадентау, Ней-Кано, Блюменфельд, Моргентау, Штрасбург, Франкрейх, Альт-Веймар, Ней-Веймар, Ней-Галка |                                                          |
| Нидеркараманский                                                                  | Розенталь, Ней-Обермонжу, Лилиенфельд, Ней-Боаро, Фрезенталь, Ней-Урбах, Либенталь, Ней-Мариенталь, Александерге, Гнадендорф, Вейценфельд, Розенфельд, Ней-Тарлык |                                                          |
| Оберкараманский                                                                   | Зихельберг, Визенгейм, Розендам, Гнаденфлюр, Мангейм, Мариенбург, Лизандровка |                                                          |